# Flower
Flower (с англ. — «Цветок») — компьютерная игра в жанре пазл, разработанная студией thatgamecompany в 2009 году и выпущенная компанией Sony Interactive Entertainment. Дизайнерами игры выступили Дженова Чень и Николас Кларк. Выход игры изначально состоялся в феврале 2009 года на PlayStation Network для PlayStation 3. В ноябре 2013 года игра с улучшенной графикой вышла на PlayStation Vita и PlayStation 4, их портом занималась компания Bluepoint Games. В сентябре 2017 года вышла мобильная версия игры на iOS, в феврале 2019 года вышла версия для персональных компьютеров Microsoft Windows. Публикацией обоих портов занималась Annapurna Interactive. Игра со слов разработчиков претендовала на роль идейного наследника FlOw — предыдущей игры Ченя и Thatgamecompany.
В Flower игрок контролирует ветер, уносящий лепесток цветка. Полет рядом с цветами приводит к тому, что за лепестком игрока следуют другие лепестки. В свою очередь с помощью лепестков можно оживить ранее мёртвые поля, или же активировать ветряные турбины. В игре нет текста или диалога, повествовательная линия осуществляется с помощью визуальных элементов и эмоциональных сигналов.
Работая над Flower, разработчики ставили перед собой цель создать продукт, вызывающий сильные и положительные эмоциональные переживания у игрока, а не просто «забавную игрушку». Чень, руководящий разработкой считает, что именно это должны обеспечивать развлекательные продукты, как видео игры. Однако эмоциональный диапазон большинства современных игр очень ограничен. Команда рассматривала Flower, как произведение искусства и старалась по возможности удалять элементы игрового процесса, которые отвлекали бы игрока от погружения и в целом усложняли игру. Музыку к Flower создал Винсент Диаманте, создавший треки, динамично реагирующие на действия игрока и эмоциональный фон в игре.
Игровые критики оставили восторженные оценки об игре. Рецензенты высоко оценили музыку, визуальные эффекты и игровой процесс игры, назвав его уникальным и убедительным эмоциональным опытом. Flower была назвала лучшей игрой 2009 года на церемонии награждения Spike Video Game Awards и удостоена премии «казуальная игра года» академией интерактивных искусств и наук.

## Игровой процесс
Процесс игры заключается в управлении потоком ветра, собирающим лепестки с распускающихся цветков. Чтобы открыть доступ к следующей локации необходимо собрать лепестки со всех цветов в текущей локации. В конце эпизода из облака лепестков вырастает цветок. Игра состоит из шести эпизодов, где со второго по шестой к базовой структуре игрового процесса добавляются различные возможности (физика ускорения, рисование по траве красящей или светящейся пыльцой, выгорание лепестков при попадании в электричество, разрушение препятствий).
Дизайн игры построен на контрасте урбанистических и техногенных образов с органической и гармоничной природной средой. Таким образом создатели затрагивают проблему экологии. Музыкальное оформление синхронизировано с игровым процессом. В целом стиль игры сами создатели определяют как «приключенческая поэзия».

## Создание и выход
Flower создавалась как идейная наследница FlOw — флеш-игры 2006 года выпуска, созданной совместно Дженовой Ченем и Николасом Кларком, когда те ещё были студентами в Университете Южной Калифорнии. Позже FlOw была портирована на игровую приставку PlayStation 3 студией Thatgamecompany в 2007 году и PlayStation Portable компанией SuperVillain Studios. Flower позиционировалась как «первая игра, созданная за пределами безопасной сети академии». Впервые о её предстоящем выходе стало известно на мероприятии Tokyo Game Show 24 сентября 2007 года, выход игры состоялся 12 февраля 2009 года на PlayStation Network. Сама Flower, по словам разработчиков, создавалась, чтобы вызвать у игрока положительные эмоции и выступать для него «эмоциональным укрытием». В процесс разработки было вовлечено от шести до девяти человек. Чень, ставший соучредителем студии Thatgamecompany вместе с продюсером игры Келли Сантьяго, выступил креативным директором, а Кларк выступил ведущим дизайнером. Чэнь описал игру как «интерактивное стихотворение, исследующее напряжение между городом и природой». Создатель решил связать игру с темой природы, указав на задумку того, «что каждая приставка PlayStation — это портал в вашей гостиной, он ведёт вас куда-то ещё. Я подумал, было бы неплохо, если бы это был портал, позволявший вам почувствовать единение с природой».
Ещё перед началом работы команда разработчиков заказала два музыкальных произведения, которыми, по словам создателей, они бы вдохновлялись при разработке и могли настроить игру на правильный эмоциональный тон. Так, команда создала несколько прототипов, завязанных на идее образного выращивания цветов и связи с человеческим сознанием. Команда решила, что игра-прототип с лепестками, плавающими на ветру, лучше всего отражает идею того, как игра должна была вызвать эмоциональные переживания у игроков. Команда решила исключить из игры какие-либо элементы стресса, сделав особый акцент на дизайне окружающего пространства и исключении любых элементов, которые могли бы расстраивать игрока, таких как, например, требования к сбору лепестков для разблокирования новых уровней или слишком «традиционная» игровая механика, которая вызывала бы у игрока перевозбуждение. Команда старалась не ограничивать уровни барьерами, позволяя игроку направляться куда угодно в открытом мире. Но при бета-тестировании команда поняла, что без определённых указаний, таких как фокусировка камеры на новых цветах или сегментирование уровней, игроки оставались сбитыми с толку и разочарованными. Чень описал процесс разработки как «попытку отбросить традиционный игровой дизайн, однако в итоге мы собрали все элементы, от которых мы отказались и вернули их обратно, потому что мы поняли, что они действительно необходимы для обеспечения хорошего игрового опыта». Всего на разработку игры ушло два года, но три четверти из этого времени команда потратила на работу над прототипами. После окончательного утверждения игрового процесса Flower была разработана за шесть месяцев. В качестве игрового движка использовалась разработанная Sony PhyreEngine. По словам Джона Эдвардса, ведущего инженера Thatgamecompany, он в основном использовался в качестве оболочки для низкоуровневой графической системы PS3, так как прямое программирование было затруднительным и потребовало бы большие бюджетные затраты и больше времени на разработку. В игру был внедрён движок травы, который может совершать рендеринг одновременно до 200 000 травинок.
Решение связать игру с эмоциями Чень объяснил тем, что именно это и должно являться главной целью развлекательных продуктов, таких как видеоигры — способность вызывать чувства у своей аудитории, в то время, как эмоциональный диапазон у современных игр крайне ограничен. Чень пытался сосредоточить внимание игры на эмоциях, а не на сообщениях; он специально изменил дизайн Flower, когда первые тестеры заметили, что игра продвигает «идею зелёной энергии». Чтобы игра приобрела весь задуманный Ченем эмоциональный спектр, разработчик рассматривал процесс создания игры, как произведение искусства, а не забавную игру, которая не вызывала бы желаемых эмоций. Чень по этой же причине хотел максимально упростить сам игровой процесс, ограничив влияние игрока «ударом» по цветку. Ранняя версия игры обладала более разнообразным игровым процессом, но и была более сложной, в итоге превратившись в «забавную игрушку», а не место для расслабляющего погружения. Издатель Flower — Bluepoint Games, заключил соглашение с Santa Monica Studio на создание портов игры для PlayStation 4 и PlayStation Vita. Игра была опубликована в ноябре 2013 года вместе с выходом PlayStation 4. Компания Annapurna Interactive представила игру на мобильной платформе iOS в сентябре 2017 года и для персональных компьютеров Microsoft Windows в феврале 2019 года.

## Музыка
Композитором музыкального сопровождения стал Винсент Диаманте, занимающийся созданием музыки к видео-играм и преподаватель отделения «Интерактивных медиа и игр» (англ. Interactive Media & Games Division) в университете южной Калифорнии. Ранее Диаманте писал музыку для Cloud — первой игры Ченя и Dyadin, когда они оба прибывали в университете южной Калифорнии. Он тесно сотрудничал с командой разработчиков, чтобы приспособить музыку к игровому прогрессу, регулируя расположение цветов и звуков, которые они издавали при прикосновении. Диаманте пытался согласовать игровой процесс вместе с музыкой путём того, что она динамично меняется и реагирует на игровой процесс и действия игрока. Сама команда разработчиков при создании игры вдохновлялась музыкальными композициями Диаманте.
Музыка и инструменты на каждом уровне были выбраны в соответствии с игровым миром и его эмоциональной темой. Композиция состоит из множества дорожек акустических инструментов, которые запускаются или отключаются в зависимости от действий игрока. Используемые инструменты включают пианино, струнные инструменты, такие как классические гитары и деревянные духовые инструменты, такие как басовые флейты и фаготы. Количество играющих инструментов увеличивается в зависимости от количества лепестков, которые собирает игрок. Музыка также подчёркивает такие естественные звуки, как например ветер. Инструментальным дорожкам предназначалось быть самостоятельными, даже если они использовались в огромном оркестровом составе, как например на уровнях три и шесть. Несколько раз, в процессе разработки Диаманте настолько привязывался к музыкальным фрагментам, которые он должен был изменить, что даже ради них переписывал полностью всю композицию. Долгое время композитор вёл переговоры с Sony, чтобы выпустить альбом с его композициями к Flower. Его выход в конце концов состоялся 8 апреля 2010 года на PlayStation Network. Альбом под названием Flower: Original Soundtrack from the Video Game включает в себя 8 треков с общей продолжительностью в 1:04:37 минут.
| №                   | Название                   | Автор(ы)            | Длительность |
| ------------------- | -------------------------- | ------------------- | ------------ |
| 1.                  | «Drifting Off»             | Винсент Диаманте    | 0:34         |
| 2.                  | «Life as a Flower»         | Винсент Диаманте    | 5:39         |
| 3.                  | «Splash of Color»          | Винсент Диаманте    | 9:16         |
| 4.                  | «Sailing on the Wind»      | Винсент Диаманте    | 7:30         |
| 5.                  | «Nighttime Excursion»      | Винсент Диаманте    | 5:35         |
| 6.                  | «Solitary Wasteland»       | Винсент Диаманте    | 11:40        |
| 7.                  | «Purification of the City» | Винсент Диаманте    | 12:21        |
| 8.                  | «Peaceful Repose»          | Винсент Диаманте    | 9:22         |
| Общая длительность: | Общая длительность:        | Общая длительность: | 1:04:37      |

## Критика
| Сводный рейтинг    | Сводный рейтинг                                   |
| Агрегатор          | Оценка                                            |
| ------------------ | ------------------------------------------------- |
| GameRankings       | 87,49 %                                           |
| Metacritic         | PS3: 87/100 (57 reviews) PS4: 91/100 (11 reviews) |
| Иноязычные издания |                                                   |
| Издание            | Оценка                                            |
| 1UP.com            | A                                                 |
| Eurogamer          | 8/10                                              |
| IGN                | 9/10                                              |
| PALGN              | 9/10                                              |

Игровые критики оставили положительные оценки о Flower. Алиса Лян из 1UP.com аплодировала ей, утверждая, что свобода передвижения делает игру расслабляющей, как легкий ветерок. Она заметила, что понятие «веселье» не полностью отражает игровой опыт, считая, что это скорее «хорошо проработанная кинематографическая эмоциональная арка» и что музыка в игре, визуальная часть и игровой процесс вкупе отражают неотразимый эмоциональный опыт. Со слов критика, игру можно проходить с начала много раз, не утрачивая при этом удовольствие от игры, это в целом компенсирует довольно короткий процесс её прохождения. Райан Клементс с сайта IGN согласился с мнением Лен, заметив, что Flower обеспечила ему больше удовольствия, эмоций и просветления, чем какая либо любая игра, в которую критик играл на протяжении многих лет. Хотя Райан предупредил, что не всем такой игровой процесс может нравиться, он назвал игру необычайным и мощным произведением, обязательным для того, чтобы его попробовать. Майкл Кондудис с сайта PALGN назвал игру неординарной, смелой и трогательной; он отметил однако, что Flower получилась больше похожей на произведение искусства, чем на игру, в результате чего она потенциально не интересна для многих игроков. Джерард Кэмпбелл, представитель The Press в похожем ключе описал Flower как нечто большее, чем просто игру, назвав её противоположностью кровавым шутерам и одной из самых освежающих и расслабляющих игр.
Том Брамвелл с сайта Eurogamer аналогично выразил восхищение, описав игру как приятно невинную и вдохновляющую, однако дал более низкую общую оценку, считая, что слишком короткое прохождение не оправдывает ценник игры в $9.99. Однако оценка соотношения длины игры и её продолжительности не были однозначными, например Джейсон Хилл с сайта The Age назвал цену в 13 австралийских долларов разумной, а короткая длина игры вполне компенсируется её превосходным игровым процессом. Критики, такие как Терри Терронес из журнала GamePro и редакторы GameTrailers также выразили восхищение, как и остальные рецензенты. По утверждению GameTrailers, Flower — это больше опыт, чем игра, а Терронес назвал музыкальную составляющую лучшей частью игры. Том Хоггинс с сайта The Daily Telegraph назвал Flower замечательной работой и выразил надежду, что она возродит споры о том, являются ли компьютерные игры предметом искусства.
Версии игры для PlayStation 4 и PlayStation Vita также заручились восхитительными отзывами игровых критиков, которые отдельно оценили улучшенную графику в сравнении с оригиналом. При этом положительные оценки удивили создателей, ожидавших наоборот более смешанную критику.
Flower получила награду, как лучшая независимая игра на конкурсах Spike Video Game Awards в 2009 году и со стороны журнала Playboy. Игра также была номинирована в пяти категориях академией интерактивных искусств и наук, в итоге выиграв награду в категории «лучшая казуальная игра года». Британская академия кинематографического и телевизионного искусства присудила ей премию за художественные достижения, а также игра получила номинацию в категории «звуковой дизайн». Телеканал G4 отметил музыкальное сопровождение, как лучший саундтрек к игре. Музыка к Flower также была номинирована гильдией Game Audio Network в категории «Музыка года» и «Лучшая интерактивная музыка».
После демонстрации игры на Electronic Entertainment Expo в 2008 году, она была отмечена множеством наград со стороны игровых журналов и сайтов, в том числе редакцией 1UP.com, как лучшая игра для скачивания и редакцией IGN, как лучшая оригинальная игра, и инновационное достижение. Американский рейтинговый журнал Time внёс Flower в список самых выдающихся видео-игр за всё время.
В 2011 году Flower была избрана в качестве экспоната для выставки «Искусство видеоигр», организованной в 2012 году, в Смитсоновском музее американского искусства
. В 2013 году, музей приобрёл игру для своей постоянной коллекции. В 2023 году игра также стала частью коллекции видеоигр, представленных в Нью-Йоркском Музее современного искусства.